# Charlotte Whitton

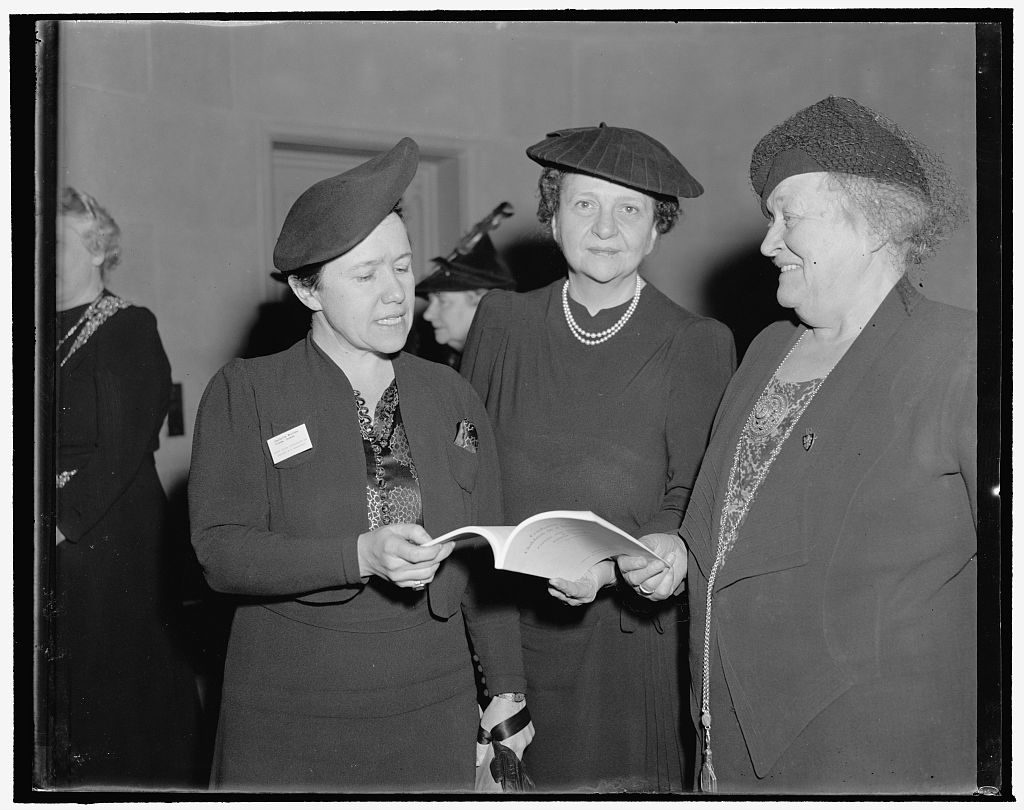
Charlotte Whitton (l.) mit der Frauenrechtlerin Betzy Kjelsberg (r.) (ca. 1939 oder 1940)

Charlotte Elizabeth Whitton OC, CBE (* 8. März 1896 in Renfrew, Ontario; † 25. Januar 1975 in Ottawa) war der erste weibliche Bürgermeister von Ottawa und damit die erste Bürgermeisterin einer Großstadt in Kanada. Sie engagierte sich für soziale Belange und für die Rechte von Frauen. Umstritten war sie wegen ihrer eugenischen Ansichten sowie wegen vermeintlichen Antisemitismus.

## Biographie

### Beruflicher Werdegang
Charlotte Whitton war das älteste Kind von Elizabeth Langin Whitton und John Edward Whitton, einem Forstbeamten der Provinz Ontario. Ihr Vater war ein englischer Methodist, ihre Mutter eine irische Katholikin. Da „gemischte Ehen“ im 19. Jahrhundert verpönt waren, brannten ihre Eltern durch, um in einer anglikanischen Kirche zu heiraten. Whitton wurde anglikanisch, ihre Geschwister wiederum katholisch. Eine ihrer Schwestern war Katherine Ryan, später eine erfolgreiche kanadische Unternehmerin. Charlotte besuchte die Queen’s University in Kingston, Ontario, mit Stipendien in sechs Fächern. Sie engagierte sich im Sport, in Debatten und in der Studentenverwaltung. Sie gewann Auszeichnungen in Englisch und Geschichte und war die erste weibliche Herausgeberin der Universitätszeitung. 1917 schloss sie ihr Studium mit Auszeichnung ab, engagierte sich aber weiterhin als Alumni und war bis 1940 Mitglied des Kuratoriums der Universität.
Nach der Universität trat Whitton dem Social Service Council of Canada bei und wurde stellvertretende Herausgeberin der Zeitschrift Social Welfare. 1920 wechselte sie zum neugegründeten Canadian National Council on Child Welfare und war von 1925 bis 1941 dessen Geschäftsführerin. Sie vertrat Kanada auf zahlreichen internationalen Konferenzen, unter anderem als Delegierte in der Sektion für soziale Fragen des Völkerbundes in der Zwischenkriegszeit.
Ab 1941 arbeitete Charlotte Whitton freiberuflich als Beraterin, Dozentin, Publizistin und Autorin. Sie verfasste Studien über die sozialen Verhältnisse in Kanada, darunter die umfangreiche Studie The Dawn of Ampler Life (1943), mehr als 50 Broschüren und Zeitschriftenartikel zu sozialen Themen. Sie arbeitete unter anderem als Beraterin für die Provinz Alberta, für die sie eine Studie über das Sozialsystem der Provinz erstellte. Vom konservativen Parlamentsvorsitzenden John Bracken wurde sie beauftragt, einen Vorschlag für eine Sozial- und Krankenversicherung zu entwickeln. Whitton selbst hielt eine solche Sozialfürsorge für zu kostspielig und zu unflexibel.
1950 wurde Whitton, die der Progressive Conservative Party angehörte, in das Ottawa Board of Control gewählt und stellvertretende Bürgermeisterin der Stadt, wobei sie von den Stimmen von Frauen profitierte. Nach dem Tod des Bürgermeisters Grenville W. Goodwin im Jahr darauf wurde sie vom Stadtrat als erste Frau zum Oberhaupt der Stadt gewählt, 1952 von den Wählern im Amt bestätigt. 1956 trat sie nicht erneut zur Wahl an, da sie sich für einen Parlamentssitz bewarb, aber nicht erfolgreich war. 1959 wurde sie erneut zur Bürgermeisterin von Ottawa gewählt und blieb bis 1964 in diesem Amt. „Aber 1964 waren die Einwohner Ottawas der Theatralik und der ständigen Kämpfe im Rathaus müde“, und sie belegte nur Platz drei bei der Bürgermeisterwahl, hinter ihrem eigenen Schwager. Von 1966 bis 1972 amtierte sie noch als Stadträtin, bis sie nach einem Bruch ihrer Hüfte zurücktrat.
Charlotte Whitton war kämpferisch, aber auch umstritten: In diesen Jahren als Bürgermeisterin „rüttelte sie an der komfortablen Bastion männlicher Privilegien, säuberte das Rathaus, das in Klientelismus und Vetternwirtschaft versunken war, bekämpfte die kuscheligen Verbindungen zwischen Bauunternehmern und Stadträten, baute ein neues Rathaus und leitete eine schnell wachsende Stadt, während sie gleichzeitig die städtischen Finanzen fest im Griff hatte“. Andererseits war sie für ihre Unfähigkeit bekannt, mit anderen zusammenzuarbeiten, sowie für ihren heftigen Wutausbrüche und ihre Vorliebe für das Theatralische; so wählte sie ein mittelalterliches Kostüm als Amtstracht. Aufgrund ihrer schillernden Persönlichkeit erhielt sie zahlreiche Beinamen wie „die letzte Suffragette“, aber auch „unerbittliches und hingebungsvolles Kriegspferd“, „menschlicher Dynamo“ oder „Päckchen Dynamit“, letztere Bezeichnung bezog sich auch darauf, dass Whitton nur 1,55 Meter groß war.

### Positionen
Whitton galt als Frauenrechtlerin: So forderte sie für Frauen gleichen Lohn bei gleicher Arbeit. Sie ermutigte Frauen, sich auf allen Regierungsebenen zur Wahl zu stellen, obwohl sie der Meinung war, dass sie sich am besten für die Kommunalverwaltung eigneten, da die Städte sich mit Themen befassten, die der Familie näher stünden. Sie missbilligte die moralische Doppelmoral, nur die Mütter für uneheliche Schwangerschaften verantwortlich zu machen, nicht aber die Väter. Andererseits befürwortete sie die Todesstrafe und war gegen Abtreibung und Scheidung. Während der Great Depression in den 1930er Jahren plädierte sie für die Einrichtung von Arbeitslagern für arbeitslose Männer.
Aber Whitton vertrat auch die eugenischen Ideen des kanadischen Psychiaters Charles Kirk Clarke. Dieser glaubte, dass die europäischen Nationen versuchten, ihre „geisteskranken“ und „genetisch defekten“ Bürger nach Kanada zu schicken. Whitton stimmte Clarke zu, dass Moral und Kriminalität vererbbar seien. Sie behauptete, dass die Nachkommen von „schwachsinnigen“ weiblichen Einwanderern die Mehrheit der unehelichen kanadischen Kinder ausmachten. Sie sprach sich gegen einen „Baby-Bonus“ aus, da es die „kanadischen Blutlinien“ schwächen würde, wenn geistig und moralisch „Defekte“ ermutigt würden, mehr Kinder zu bekommen.
Charlotte Whitton lehnte ebenso die Einwanderung von Juden, Asiaten und Schwarzen ab, da diese ihrer Meinung nach den Charakter Kanadas verändern und das Land seine „Englishness“ verlieren würde, weshalb sie auch gegen die offizielle Zweisprachigkeit in Kanada war. Im März 1964 versuchte sie, beim Ontario Human Rights Commission für Mitarbeiter der Stadtverwaltung von Ottawa eine Ausnahme vom Anti-Diskriminierungsgesetz von Ontario zu erwirken, nach dem man Bewerber nicht nach Herkunft und Religion und anderen Daten befragen durfte; dies sei aus „Sicherheitsgründen“ notwendig. Ihr Antrag wurde abgelehnt.
1940 wandte sich Whitton gegen die Aufnahme von 9000 meist jüdischen Kindern aus Europa nach Kanada, weshalb der Canadian Jewish Congress in ihr eine „Feindin der jüdischen Einwanderung“ sah. Als Bürgermeister Jim Watson 2010 vorschlug, das neue Archivgebäude der Stadt nach ihr zu benennen, erhob der Canadian Jewish Labour Congress Einspruch mit der Begründung, Whitton sei antisemitisch gewesen und habe 1940 die jüdischen Flüchtlingskinder zurückgewiesen. Ihr Biograf David Mullington wies aber auch darauf hin, dass Whitton von der jüdischen B’nai-B’rith-Organisation in Toronto 1964 zur „Frau des Jahres“ gewählt worden war und 1974 die Kandidatur des jüdischen Politikers Lorry Greenberg als Bürgermeister von Ottawa unterstützt habe. Jim Watson zog schließlich angesichts heftiger Kontroversen seinen Vorschlag zurück.

### Privates
Whitton lebte mit Margaret Grier, die sie im College kennengelernt hatte, bis zu deren Tod im Jahre 1947 zusammen. Sie beschäftigte sich mit historischen Themen – so war sie eine Bewunderin der englischen Königin Elisabeth I., die sie als erste „moderne Frau“ sah – und schrieb in Erinnerung an ihren Vater das Buch A Hundred Years A-Fellin’ (1943), eine Geschichte der Holzfällerei im Ottawa-Valley in Ontario.

## Ehrungen
Charlotte Whitton erhielt zahlreiche Ehrungen und Auszeichnungen. 1934 wurde sie Commander of the Order of the British Empire, 1935 erhielt sie die Jubilee Medal und zwei Jahre später die Coronation Medal. In den 1950er Jahren wurde sie von weiblichen Zeitungsredakteurinnen zwei Mal zur „Frau des Jahres“ gewählt. Am 22. Dezember 1967 erhielt sie das Offizierskreuz des Order of Canada.
Der Ontario Heritage Trust ließ eine Gedenktafel für Charlotte Whitton in der Ottawa City Hall enthüllen.
Ihr Nachlass befindet sich im Archiv der Queen’s University in Kingston.

## Trivia
Charlotte galt als witzig und schlagfertig. Als sie etwa von einer Studentin als „Mrs. Whitton“ angesprochen wurde, soll sie geantwortet haben: „Mrs. Whitton? My dear girl, no man has had that privilege.“ („Mrs. Whitton? Mein liebes Mädchen, kein Mann hat dieses Privileg gehabt.“)  Als ein Mitarbeiter des Rathauses ihr keine Einladung für einen „Männerabend“ der Stadträte zukommen lassen wollte, beschied sie diesen: „Wann immer es Hinterzimmergespräche geben wird, werde ich dabei sein […]. Ich werde mich nicht herumschubsen lassen, nur weil ich eine Frau bin.“ Auch ist die Aussage von ihr überliefert: „Was immer Frauen tun, sie müssen es doppelt so gut machen wie Männer, um auch nur für halb so gut gehalten zu werden. Zum Glück ist das nicht schwer.“